# Bai Jing
Bai Jing (kinesiska: 白靜?, pinyin: Bái Jìng) (4 juni 1983 – 28 februari 2012) var en kinesisk skådespelerska från Diaobingshan i Liaoning-provinsen som tillhörde sibe-folket. Hon blev känd för sin roll i filmen Kung Fu Wing Chun (2010) där hon spelade Yim Wing Chun, som tidigare spelats av Michelle Yeoh i filmen Wing Chun. Bai utexaminerades från Central Academy of Drama i Beijing 2002. Hon var även en elev hos kampsportsmästaren Yip Chun.

## Död
Den 28 februari 2012 mördades hon av sin man Zhou Chenghai som strax efter mordet begick självmord. Paret träffades 2004 när Zhou fortfarande var tillsammans med en annan kvinna, vilket han hade ett barn tillsammans med. Den 13 februari begärde Bai skilsmässa, vilket ansågs vara orsaken bakom mordet.

## Filmer
- 2008 - Three Kingdoms: Resurrection of the Dragon (三国志之见龙卸甲)
- 2009 - IRON MAN (铁人)
- 2009 - A Tale of Two Donkeys (走着瞧)
- 2010 - Kung Fu Wing Chun (功夫咏春)

## TV-serier
- 2007 - Biānzhài fěi shì (边寨匪事)
- 2009 - Gǔngǔn xuèmài (滚滚血脉)
- 2011 - Dàlìjiā de wǎngshì (大丽家的往事)
- 2011 - Róng hé zhèn de nánrénmen (荣河镇的男人们)
- 2012 - Zìgǔ yīngxióng chū shàonián (自古英雄出少年)